# Armand Seguin (peintre)
Pour les articles homonymes, voir Seguin et Armand Seguin.
Armand Seguin, né Armand Félix Abel Seguin le 15 avril 1869 à Paris et mort le 30 décembre 1903 à Châteauneuf-du-Faou, est un peintre, graveur et illustrateur français.

## Biographie
Armand Seguin est le fils de Charlotte Elmore et d'Armand Félix Abel Seguin (1799-1873) et l'un des petits-fils d'Armand Jean François Segouin, dit Seguin  (1767-1835), chimiste, médecin, homme d'affaires, banquier de Bonaparte, riche propriétaire de l'île Seguin.
Armand Seguin fait des études de peinture à l'Académie Julian et expose pour la première fois en 1893 au Salon des indépendants, puis chez Le Barc de Boutteville à Paris en 1895. Influencé par l'impressionnisme à ses débuts, il devient un disciple de Paul Gauguin, un ami de Henry de Groux et d'Eric Forbes-Robertson, et est proche des peintres de l'École de Pont-Aven. Il participe à la création et aux premières manifestations du mouvement nabi.
On ne connaît pas grand-chose de sa vie, de ses études et de sa production avant sa venue en Bretagne. Il visite l'exposition du Café Volpini en 1889. Pendant un temps, il a son atelier au 54 rue Lepic à Paris (à la même adresse que Vincent Van Gogh quelques années avant). Fortement influencé, il cherchera dès lors à joindre Gauguin et son groupe. À partir d'avril 1891, il séjourne à Pont-Aven et, en 1893-1894, il se trouve au Pouldu en Clohars-Carnoët (Finistère) où il initie Paul Gauguin et Roderic O'Conor aux techniques de l'eau-forte et de l'aquatinte, puis retourne à Pont-Aven. Par manque de moyens matériels, il doit se résoudre à produire des gravures commerciales et réalise par ailleurs surtout des travaux d'illustrateur pour Les fleurs du mal de Charles Baudelaire, Manfred, pièce de théâtre de Lord Byron ou, en 1900, pour Gaspard de la nuit, ouvrage d'Aloysius Bertrand. Il produit aussi de nombreuses estampes. Son œuvre est influencée par Émile Bernard et les estampes japonaises. Armand Seguin est, avec Roderic O’Conor, le graveur le plus original du cercle de Paul Gauguin et son œuvre graphique dépasse largement sa production picturale, à son grand désespoir d'ailleurs, car il aurait voulu être davantage reconnu comme peintre que comme illustrateur : « Chaque jour, chaque nuit, je rêve de toiles que je ne puis exécuter et tous mes désirs et toutes mes forces tendent à le pouvoir. ». Entre 1900 et 1902, il s'installe à Châteaulin où il travaille à des illustrations commandées par Ambroise Vollard.
En 1897, Armand Seguin réalisa une couverture pour Le Cri de Paris et quelques illustrations pour la revue L'Image. Entre 1899 et 1900, Armand Seguin exécuta sous le nom de Philinte plusieurs planches pour le journal humoristique Le Rire. 
On considère généralement Armand Seguin comme le chroniqueur du « groupe de Pont-Aven ». En 1903, il écrit trois articles sur la constitution et les buts de ce groupe dans la revue L'Occident, dirigée par Maurice Denis. Cependant, faute d'éditeur, le peintre n'a pas pu publier l'intégralité de ses notes. Une partie du manuscrit a disparu. Le fragment publié n'en reste pas moins un témoignage rare et authentique sur l'École de Pont-Aven.
« Séguin mourut à l'âge de trente-quatre ans. Fragile, tuberculeux, toujours dans la misère, sa vie fut une lutte perpétuelle contre l'adversité ». Il meurt à Châteauneuf-du-Faou dans l'atelier de son ami Paul Sérusier où, malade de la tuberculose, il était alors hébergé.

## Œuvres

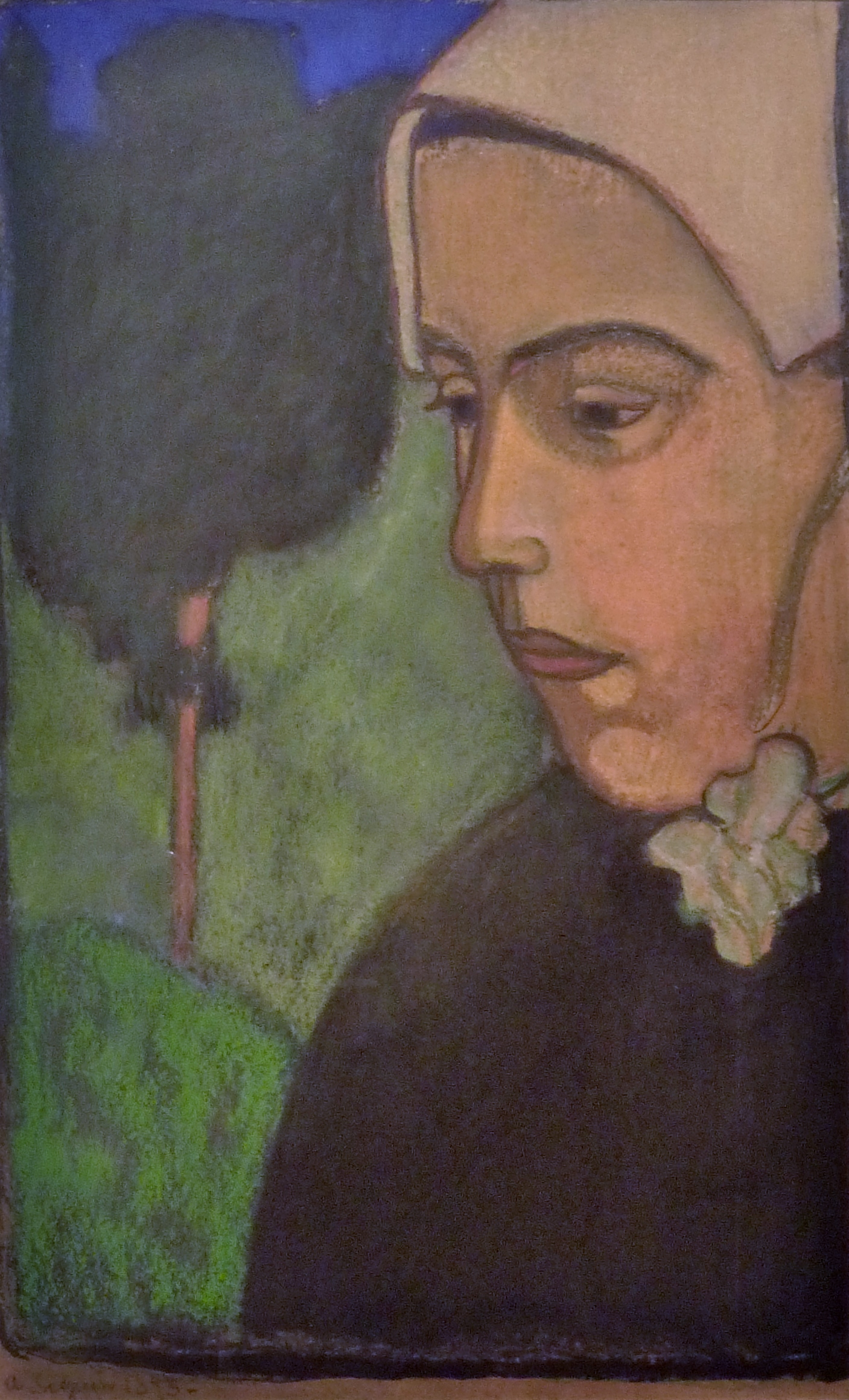
La Bretonne (1893, Musée des Beaux-Arts de Brest)

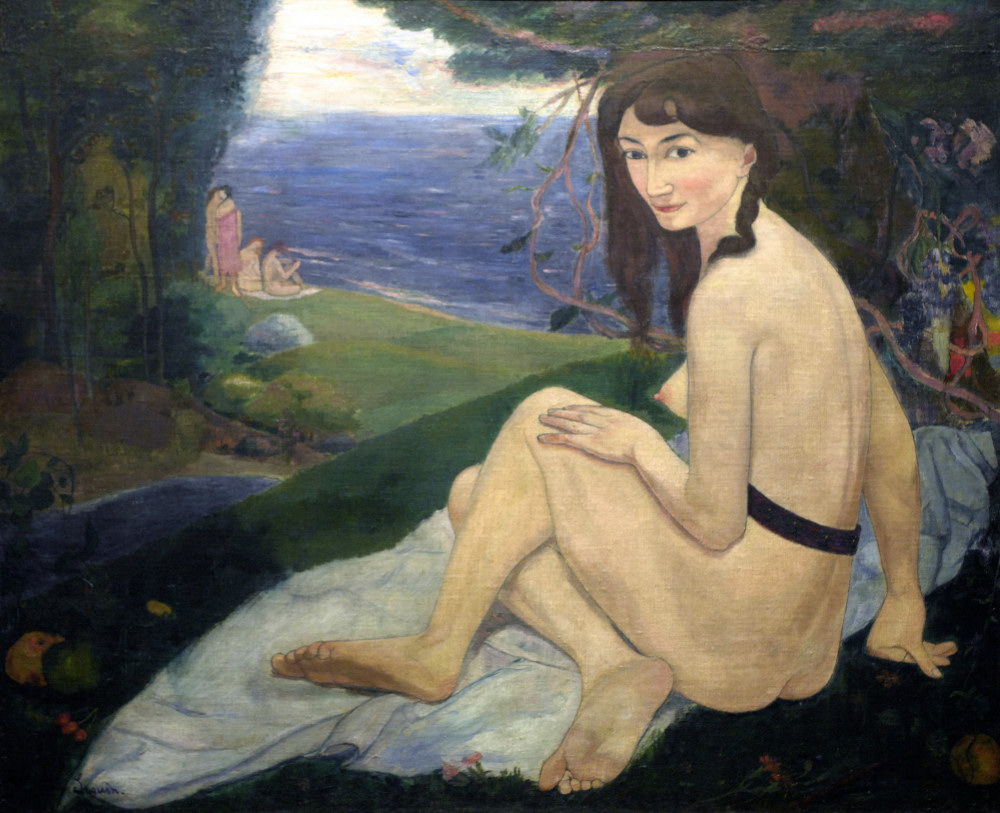
Nu de la comtesse d'Hauteroche (1896)

Armand Seguin laisse moins de quinze toiles et une centaine de gravures,. La liste ci-dessous est incomplète :
- Peintures :
  - Autoportrait (vers 1885)
  - La gardienne d'oies (vers 1890)
  - Paysannes bretonnes priant (vers 1890)
  - Tête de jeune bretonne (vers 1892)
  - Femmes dans un bois (1892), Musée départemental Maurice-Denis[4]
  - Les fleurs du mal (1892)
  - La gare de Valmondois (1893)
  - Les deux Chaumières (vers 1893), Musée d'Art d'Indianapolis
  - Portrait de Gabrielle Vien ou Marie-Jade enfant (1893-94), huile sur toile, Musée d'Orsay[11]
  - Femmes bretonnes devant la falaise (vers 1895)
  - La plage (1902), huile sur toile, 38,5 × 55 cm, Musée des Beaux-Arts de Rouen
  - Nu de la comtesse d'Hauteroche (1896), 97 x 117 cm, Musée de Pont-Aven
  - Les paradis artificiels (1896), 55 × 53 cm
  - Jeune femme devant une fenêtre avec vue sur Pont-Aven, huile sur toile, 73,5 × 98 cm. Coll. privée
  - La Bretonne (1893), Musée des Beaux-Arts de Brest[12]
- Gravures sur bois :
  - Bretonne de Pont-Aven (1896), Musée de Pont-Aven
- Estampes :
  - Les crapauds (1895), zincographie, 21,4 x 25,6 cm. Coll. BnF
  - Portrait d'Alice (1896), zincographie, 27,2 x 25,6 cm. Coll. BnF
  - Ô Phénissa (1896), lithographie, 9,8 x 15 cm. Coll. BnF
- Eaux-fortes :
  - Paysage, avant 1894, eau-forte et aquatinte en brun sur papier vergé, Musée des Beaux-Arts du Canada)[13]
  - Nu (vers 1893)
  - Le château de Saint-Maurice (1893)
  - Femme assise contre un arbre
  - Tête de bretonne face droite[14]
  - Paysanne du Pouldu (1895), 18,4 × 8,6 cm, Musée des Beaux-Arts de Brest[15]
  - Décoration de Bretagne, 24,5 × 37,2 cm, (vendue 6 300 € le 22 juillet 2023 à Brest).

## Galerie

Œuvres d'Armand Seguin
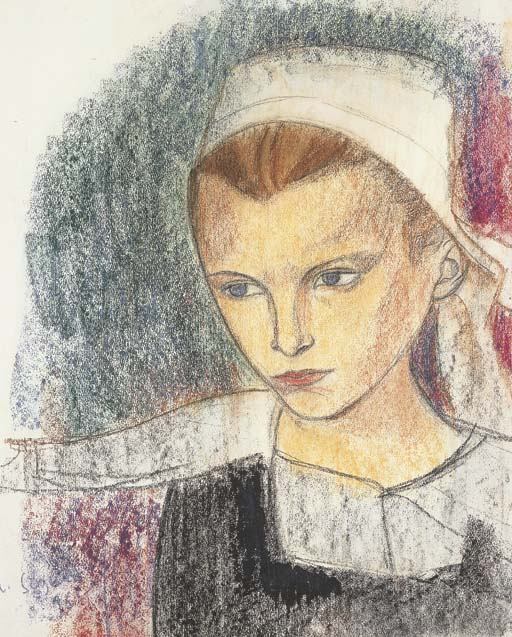
Tête de jeune bretonne (vers 1892)
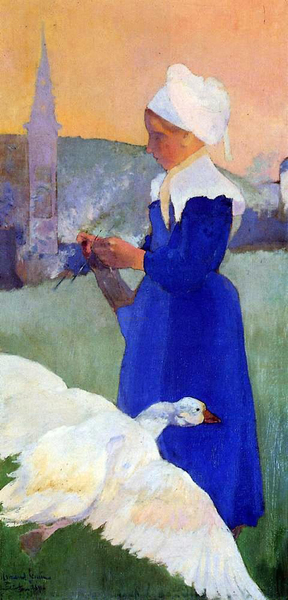
La gardienne d'oie [à Pont-Aven] (1893)
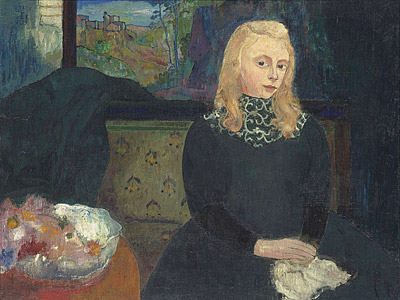
Portrait de Mademoiselle Gabrielle Vien (vers 1894), Musée d'Orsay.
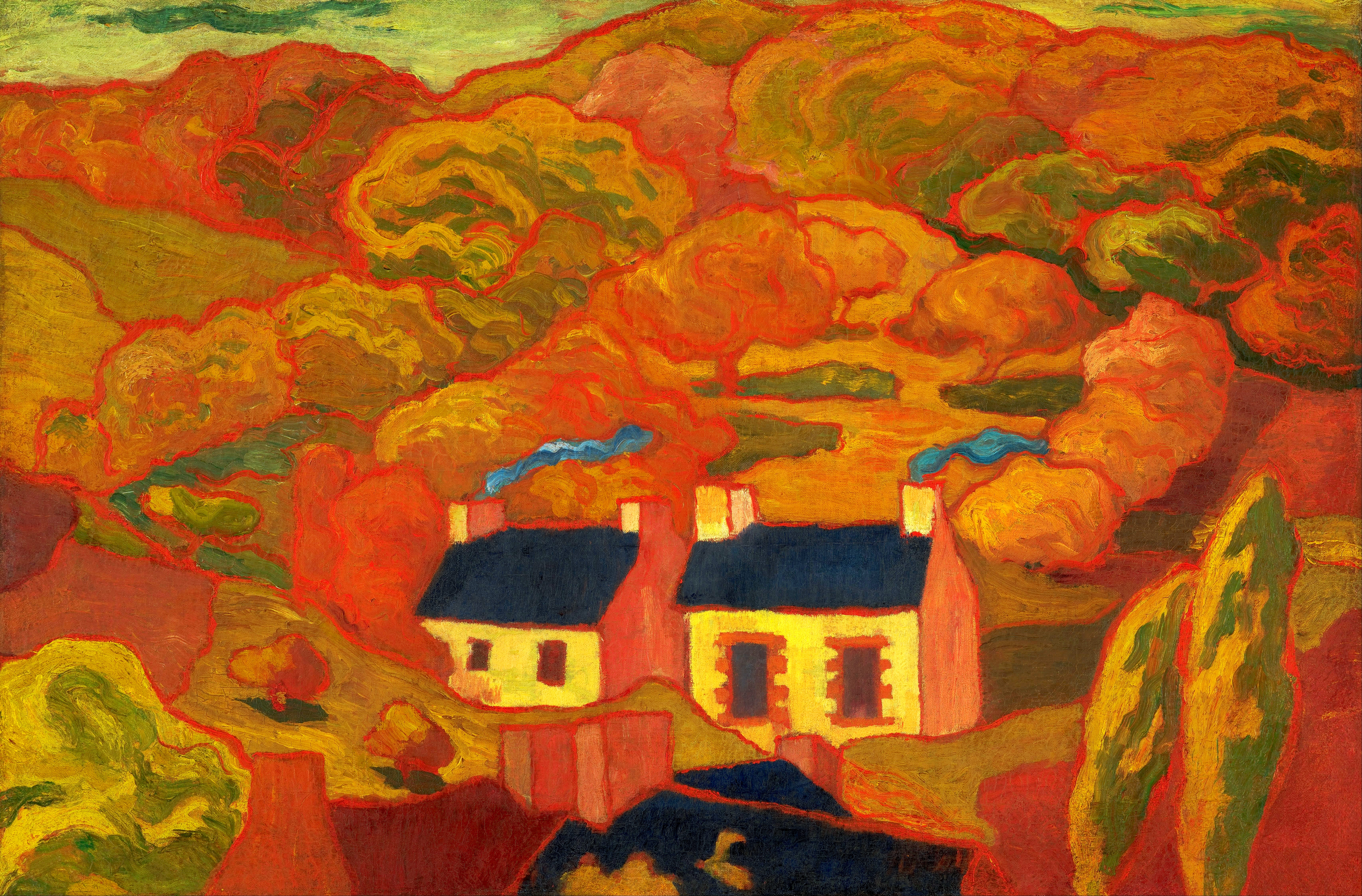
Les deux chaumières (vers 1893), Musée d'Art d'Indianapolis.
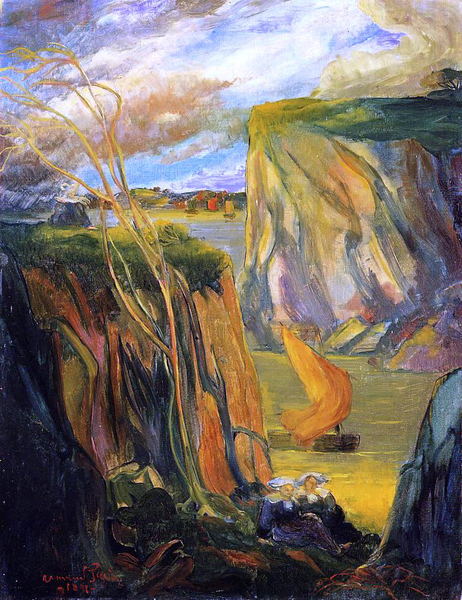
Femmes bretonnes devant la falaise (vers 1895)
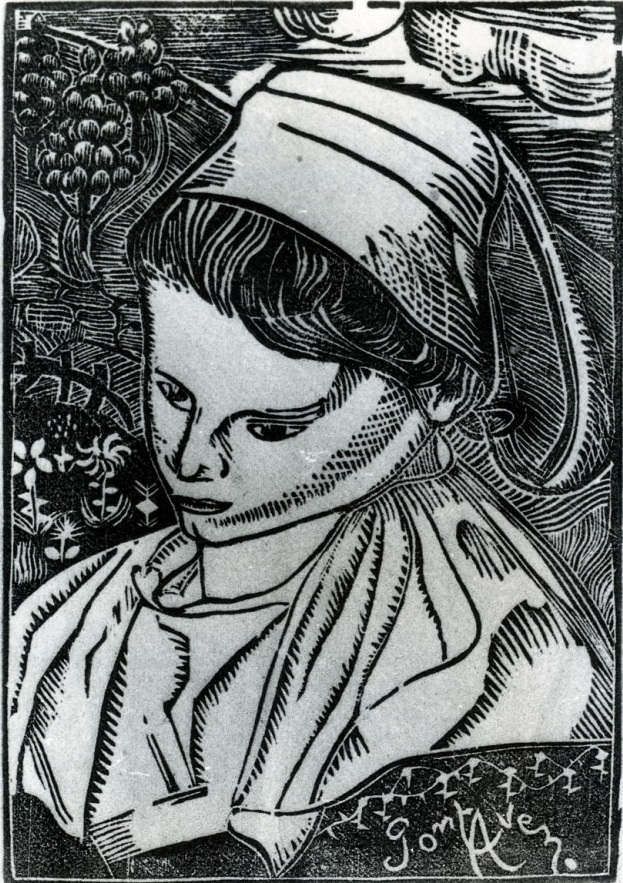
Bretonne de Pont-Aven (1896), gravure sur bois.